# Лочь-Сай
Лочь-Сай — посёлок в Косинском районе Пермского края. Входит в состав Левичанского сельского поселения. Располагается восточнее районного центра, села Коса. Расстояние до районного центра составляет 17 км. По данным Всероссийской переписи населения 2010 года, в посёлке проживало 100 человек (52 мужчины и 48 женщин).

## История
По данным на 1 июля 1963 года, в посёлке проживало 567 человек. Населённый пункт входил в состав Косинского сельсовета.